# Округ Крик (Оклахома)
Крик (енгл. Creek County) је округ у америчкој савезној држави Оклахома.

## Демографија
По попису из 2010. године број становника је 69.967, што је 2.6 (3,9%) становника више него 2000. године.
| Група             | 2000.          | 2010.          |
| Белци             | 54.843 (81,4%) | 54.821 (78,4%) |
| Афроамериканци    | 1.724 (2,6%)   | 1.544 (2,2%)   |
| Азијати           | 179 (0,3%)     | 230 (0,3%)     |
| Хиспаноамериканци | 1.283 (1,9%)   | 2.152 (3,1%)   |
| Укупно            | 67.367         | 69.967         |